# Tour de Catalogne 1975
Le Tour de Catalogne 1975 est la 55e édition du Tour de Catalogne, une course cycliste par étapes en Espagne. L’épreuve se déroule sur 7 étapes du 3 au 10 septembre 1975 sur un total de 1 211,0 km. Le vainqueur final est l'Italien Fausto Bertoglio de l’équipe Jollj Ceramica, devant Michel Laurent et José Martins .

## Étapes
| Étape | Date         | Parcours                             | km    | Vainqueur d’étape  | Leader du classement général |
| ----- | ------------ | ------------------------------------ | ----- | ------------------ | ---------------------------- |
| P     | 3 septembre  | Santa Coloma de Gramenet (clm)       | 2,3   | Domingo Perurena   | Domingo Perurena             |
| 1a    | 4 septembre  | Santa Coloma de Gramenet – Barcelone | 70,0  | Domingo Perurena   | Domingo Perurena             |
| 1b    | 4 septembre  | Barcelone – Tarragone                | 114,9 | Pierino Gavazzi    | Domingo Perurena             |
| 2     | 5 septembre  | Tarragone – Artesa de Segre          | 157,8 | Eddy Peelman       | Domingo Perurena             |
| 3     | 6 septembre  | Artesa de Segre – Camprodon          | 208,0 | Pierino Gavazzi    | Domingo Perurena             |
| 4     | 7 septembre  | Camprodon - Le Barcarès              | 156,1 | Eddy Peelman       | Domingo Perurena             |
| 5     | 8 septembre  | Le Barcarès - Alt del Mas Nou        | 198,3 | Giovanni Battaglin | Michel Laurent               |
| 6     | 9 septembre  | Platja d'Aro – Manresa               | 174,3 | Domingo Perurena   | Michel Laurent               |
| 7a    | 10 septembre | Manresa – Martorell                  | 105,1 | Pierino Gavazzi    | Michel Laurent               |
| 7b    | 10 septembre | Martorell – Terrassa (clm)           | 24,2  | Fausto Bertoglio   | Fausto Bertoglio             |

### Prologue[1]
03-09-1975: Circuit per Santa Coloma de Gramenet, 2,3 km (clm) :
|   | Cycliste         | Équipe            | Temps      |
| - | ---------------- | ----------------- | ---------- |
| 1 | Domingo Perurena | Kas               | 3 min 19 s |
| 2 | Jesús Manzaneque | Monteverde-Sanson | m.t.       |
| 3 | José Luis Viejo  | Super Ser         | + 1 s      |

|   | Cycliste         | Équipe            | Temps      |
| - | ---------------- | ----------------- | ---------- |
| 1 | Domingo Perurena | Kas               | 3 min 19 s |
| 2 | Jesús Manzaneque | Monteverde-Sanson | m.t.       |
| 3 | José Luis Viejo  | Super Ser         | + 1 s      |

### 1reétape A[2]
04-09-1975: Santa Coloma de Gramenet – Barcelone, 70,0:
| Resultat de la 1re étape A \| \| Cycliste \| Équipe \| Temps \| \| - \| ---------------- \| ----------------- \| --------------- \| \| 1 \| Domingo Perurena \| Kas \| 1 h 55 min 35 s \| \| 2 \| Andrés Oliva \| Kas \| m.t. \| \| 3 \| Jesús Manzaneque \| Monteverde-Sanson \| m.t. \| |                  |                   |                 |
| | Cycliste         | Équipe            | Temps           |
| 1 | Domingo Perurena | Kas               | 1 h 55 min 35 s |
| 2 | Andrés Oliva     | Kas               | m.t.            |
| 3 | Jesús Manzaneque | Monteverde-Sanson | m.t.            |

### 1reétape B[2]
04-09-1975: Barcelone – Tarragone, 114,9 km :
|   | Cycliste          | Équipe           | Temps           |
| - | ----------------- | ---------------- | --------------- |
| 1 | Pierino Gavazzi   | Jollj Ceramica   | 3 h 12 min 47 s |
| 2 | Eddy Peelman      | Super Ser        | m.t.            |
| 3 | Wilfried Wesemael | Miko-De Gribaldy | m.t.            |

|   | Cycliste         | Équipe            | Temps           |
| - | ---------------- | ----------------- | --------------- |
| 1 | Domingo Perurena | Kas               | 5 h 11 min 41 s |
| 2 | Jesús Manzaneque | Monteverde-Sanson | m.t.            |
| 3 | Pedro Torres     | Super Ser         | + 4 s           |

### 2eétape[3]
05-09-1975: Tarragone – Artesa de Segre, 157,8 km :
|   | Cycliste         | Équipe         | Temps           |
| - | ---------------- | -------------- | --------------- |
| 1 | Eddy Peelman     | Super Ser      | 4 h 33 min 25 s |
| 2 | Pierino Gavazzi  | Jollj Ceramica | m.t.            |
| 3 | Domingo Perurena | Kas            | m.t.            |

|   | Cycliste         | Équipe            | Temps           |
| - | ---------------- | ----------------- | --------------- |
| 1 | Domingo Perurena | Kas               | 9 h 45 min 06 s |
| 2 | Jesús Manzaneque | Monteverde-Sanson | m.t.            |
| 3 | Michel Laurent   | Miko-De Gribaldy  | + 4 s           |

### 3eétape[4]
06-09-1975: Artesa de Segre – Camprodon, 208,0 km :
|   | Cycliste         | Équipe         | Temps           |
| - | ---------------- | -------------- | --------------- |
| 1 | Pierino Gavazzi  | Jollj Ceramica | 6 h 01 min 34 s |
| 2 | Domingo Perurena | Kas            | m.t.            |
| 3 | Tino Conti       | Furzi-FT       | m.t.            |

|   | Cycliste         | Équipe            | Temps            |
| - | ---------------- | ----------------- | ---------------- |
| 1 | Domingo Perurena | Kas               | 15 h 46 min 40 s |
| 2 | Jesús Manzaneque | Monteverde-Sanson | m.t.             |
| 3 | Michel Laurent   | Miko-De Gribaldy  | + 4 s            |

### 4eétape[5]
07-09-1975: Camprodon - Le Barcarès, 156,1 km :
|   | Cycliste          | Équipe           | Temps           |
| - | ----------------- | ---------------- | --------------- |
| 1 | Eddy Peelman      | Super Ser        | 4 h 23 min 21 s |
| 2 | Wilfried Wesemael | Miko-De Gribaldy | m.t.            |
| 3 | Pierino Gavazzi   | Jollj Ceramica   | m.t.            |

|   | Cycliste         | Équipe            | Temps            |
| - | ---------------- | ----------------- | ---------------- |
| 1 | Domingo Perurena | Kas               | 20 h 10 min 11 s |
| 2 | Jesús Manzaneque | Monteverde-Sanson | m.t.             |
| 3 | Michel Laurent   | Miko-De Gribaldy  | + 4 s            |

### 5eétape[6]
08-09-1975: Le Barcarès - Alt del Mas Nou, 198,3 km :
|   | Cycliste           | Équipe           | Temps           |
| - | ------------------ | ---------------- | --------------- |
| 1 | Giovanni Battaglin | Jollj Ceramica   | 5 h 45 min 34 s |
| 2 | Michel Laurent     | Miko-De Gribaldy | + 18 s          |
| 3 | Tino Conti         | Furzi-FT         | + 19 s          |

|   | Cycliste       | Équipe           | Temps            |
| - | -------------- | ---------------- | ---------------- |
| 1 | Michel Laurent | Miko-De Gribaldy | 25 h 55 min 57 s |
| 2 | Tino Conti     | Furzi-FT         | + 2 s            |
| 3 | José Martins   | Coelima          | + 7 s            |

### 6eétape[6]
09-09-1975: Platja d'Aro – Manresa, 174,3 km :
|   | Cycliste         | Équipe         | Temps           |
| - | ---------------- | -------------- | --------------- |
| 1 | Domingo Perurena | Kas            | 4 h 54 min 58 s |
| 2 | Tino Conti       | Furzi-FT       | m.t.            |
| 3 | Marcello Bergamo | Jollj Ceramica | m.t.            |

|   | Cycliste       | Équipe           | Temps            |
| - | -------------- | ---------------- | ---------------- |
| 1 | Michel Laurent | Miko-De Gribaldy | 30 h 50 min 55 s |
| 2 | Tino Conti     | Furzi-FT         | + 2 s            |
| 3 | José Martins   | Coelima          | + 7 s            |

### 7eétape A[7]
10-09-1975: Manresa – Martorell, 105,1 km :
| Resultat de la 7e étape A \| \| Cycliste \| Équipe \| Temps \| \| - \| ---------------- \| -------------- \| --------------- \| \| 1 \| Pierino Gavazzi \| Jollj Ceramica \| 2 h 49 min 47 s \| \| 2 \| Domingo Perurena \| Kas \| m.t. \| \| 3 \| Eddy Peelman \| Super Ser \| m.t. \| |                  |                |                 |
| | Cycliste         | Équipe         | Temps           |
| 1 | Pierino Gavazzi  | Jollj Ceramica | 2 h 49 min 47 s |
| 2 | Domingo Perurena | Kas            | m.t.            |
| 3 | Eddy Peelman     | Super Ser      | m.t.            |

### 7eétape B[7]
10-09-1975: Martorell – Terrassa, 24,2 km (clm) :
|   | Cycliste         | Équipe           | Temps       |
| - | ---------------- | ---------------- | ----------- |
| 1 | Fausto Bertoglio | Jollj Ceramica   | 37 min 00 s |
| 2 | Knut Knudsen     | Jollj Ceramica   | + 11 s      |
| 3 | Michel Laurent   | Miko-De Gribaldy | + 32 s      |

|   | Cycliste         | Équipe           | Temps            |
| - | ---------------- | ---------------- | ---------------- |
| 1 | Fausto Bertoglio | Jollj Ceramica   | 34 h 18 min 01 s |
| 2 | Michel Laurent   | Miko-De Gribaldy | + 13 s           |
| 3 | José Martins     | Coelima          | + 1 min 13 s     |

## Classement général
|    | Cycliste           | Équipe            | Temps            |
| -- | ------------------ | ----------------- | ---------------- |
| 1  | Fausto Bertoglio   | Jollj Ceramica    | 34 h 18 min 01 s |
| 2  | Michel Laurent     | Miko-De Gribaldy  | + 13 s           |
| 3  | José Martins       | Coelima           | + 1 min 13 s     |
| 4  | Giovanni Battaglin | Jollj Ceramica    | + 1 min 16 s     |
| 5  | Domingo Perurena   | Kas               | + 1 min 31 s     |
| 6  | Jesús Manzaneque   | Monteverde-Sanson | + 2 min 03 s     |
| 7  | Luis Ocaña         | Super Ser         | + 2 min 03 s     |
| 8  | Pedro Torres       | Super Ser         | + 2 min 13 s     |
| 9  | Tino Conti         | Furzi-FT          | + 2 min 20 s     |
| 10 | Antonio Menéndez   | Kas               | + 2 min 40 s     |

## Classements annexes
|   | Cycliste     | Équipe    | Points |
| - | ------------ | --------- | ------ |
| 1 | Andrés Oliva | Kas       | 42     |
| 2 | José Martins | Coelima   | 25     |
| 3 | Pedro Torres | Super Ser | 25     |

|   | Cycliste             | Équipe    | Points |
| - | -------------------- | --------- | ------ |
| 1 | Andrés Oliva         | Kas       | 31     |
| 2 | Pedro Torres         | Super Ser | 13     |
| 3 | Vicente López Carril | Kas       | 7      |

|   | Cycliste         | Équipe         | Points |
| - | ---------------- | -------------- | ------ |
| 1 | Domingo Perurena | Kas            | 54     |
| 2 | Pierino Gavazzi  | Jollj Ceramica | 37     |
| 3 | Tino Conti       | Furzi-FT       | 30     |

|   | Équipe         | Pays    | Temps             |
| - | -------------- | ------- | ----------------- |
| 1 | Jollj Ceramica | Italie  | 102 h 54 min 44 s |
| 2 | Kas            | Espagne | + 5 min 27 s      |
| 3 | Super Ser      | Espagne | + 12 min 52 s     |